# Wizzard
Wizzard va ser una banda anglesa de glam rock formada per Roy Wood, anteriorment membre de The Move i co-fundador de l'Electric light Orchestra. El Llibre The Guinness Book of 500 Number One Hits states, deia "Wizzard era Roy Wood tant com Wings era Paul McCartney." Són més famosos per la seva cançó de Nadal "I Wish It Could Be Christmas Everyday" (1973).

## Biografia

### Començaments
No molt de temps després de l'alliberament del primer àlbum de l'Electric Light Orchestra (ELO), Wood es trobava sovint fent feines amb el co-dirigent Jeff Lynne. Després de diferències personals i musicals creixents esdevingui clar que tots dos ja no podrien treballar junts en el mateix grup, així que Wood va plegar, emportant-se'n membres de banda, Bill Hunt (teclats i trompa), Hugh McDowell (cello), així com l'enginyer de so d'ELO, Trevor Smith, amb ell, per formar Wizzard. També en l'alineació era l'anterior baixista de Move Rick Price, els bateries Charlie Grima and Keith Smart (tot anteriorment del grup Mongrel de Birmingham), i els saxofonistes Mike Burney i Nick Pentelow (el fill de l'actor Arthur Pentelow). Previ a l'enregistrament del segon àlbum de la banda, Introducing Eddy and the Falcons, McDowell va abandonar el grup i no va ser reemplaçat, i durant l'enregistrament de l'àlbum Bill Hunt també va ser baixa i va ser reemplaçat per Bob Brady (també de Mongrel). Previ a l'enregistrament de l'àlbum final de la banda Main Street, 2000, publicat el 1975, el bateria Keith Smart deixà la banda i no va ser reemplaçat.

### Debut en viu, èxit de vendes i gires
La banda va fer el seu debut en viu a The London Rock and Roll Show a l'Estadi Wembley el 5 d'agost de 1972. La segona aparició de Wizzard fou al Reading Festival també durant l'agost. Amb distintiu maquillatge de guerra i vestimenta multicolor, van anar apareixent al programa Top of the Tops de Televisió de BBC, membres i amics, inclosa la núvia d'en Wood i cantant Ayshea Brough, dins de cavalls de pantomima, vestits de goril·la o com àngels en patins, sovint amb pastissos de crema i blanc d'ou a les mans. En bona part, eren un dels grups més pintorescs en l'era del glam rock britànic. El gener de 1973 van aconseguir llur primer Top-10 amb "Ball Park Incident". L'impacte més gran fou el segon senzill "See My Baby Jive". L'homenatge fidel i afectuós de Wood al so generat per Phil Spector anomenat Wall of Sound, va fer No. 1 en la llista de senzills durant quatre setmanes. Hom va vendre per damunt d'un milió de còpies globalment, i se li va atorgar el "disc d'or". El següent single "Angel Fingers", també va liderar les llistes durant setmana. Com ja va decidir Wood quan pertanyia a The Move, amb el segon, tercer i quart àlbums, l'àlbum debut de Wizzard, Wizzard Brew, no va contenir cap dels singles d'èxit, escollint en comptes d'això llargues improvisacions de saxofon, jam sessions amb gust de jazz i una banda d'instruments de metall d'estil militar. L'àlbum següent en 1974 Introducing Eddy & The Falcons, tenia una factura molt més comercial.
El senzill nadalenc de la banda del 1973 Nadal de la banda sol "I Wish It Could Be Christmas Everyday" ha esdevingut una peça fixa en la programació nadalenca de ràdios i televisions britàniques. Va ser reeditat en 1981, i un re-enregistrament de 12" hom va comercialitzar en 1984.
Durant 1973 Wood simultàniament explorava una carrera en solitari amb el seu àlbum Boulders, el qual va aportar el tema "Dear Elaine" amb un Top 20. L'horari laboral llarg i la tensió subsegüents van aportar problemes de salut, i moltes cancel·lacions i ajornaments en una gira de primavera de 1974 pel Regne Unit. Una cosa a destacar de 1974 era un retorn al Top10 amb "Rock 'n' Roll Winter (Loony's Tune)". El lliurament va ser retardat per diverses setmanes fins al final de Març, així que es va afegir una etiqueta després del títol de la funda amb les paraules "Ho sentim, la paraula primavera no s'ajusta a Rock Winter". Inusualment en aquell temps, l'esmentat tema i "Dream of Unwin", eren ambdós enregistrats i editats en mono. La cançó va ser dedicada a la xicota de Wood llavors Lynsey de Paul, qui agraí l'honor enregistrant una cançó amb so Wizzard "Ooh I Do" uns quants mesos més tard.
Una gira dels EUA a finals de l'any 74 fracassar en l'intent d'obtenir èxit comercial allà, però després d'una reunió amb Brian Wilson alguns membres van ser convidats a una sessió amb els Beach Boys el resultat de la qual va ser l'alliberament d'una versió eventual del grup últim senzill del grup "It's OK" durant 1976.

### Dificultats econòmiques
Wizzard va ser una banda cara per mantenir, tant per la gran alineació, pel que fa als costos d'enregistrament i per la propensió d'en Bill Hunt de destruir els pianos dels locals en els quals estaven tocant música. L'hora de l'estudi va ser un escull encara més gran de les finances de la banda. Segons Price en una entrevista de ràdio: "Quan vam acabar de gravar "Angel Fingers", es rumoreaba que havíem passat més temps a l'estudi que Paul McCartney amb tot l'àlbum de Band on the Run. Ja sigui veritable o no, això significava que la majoria dels diners de l'empresa discogràfica els va gastar en temps d'estudi i que els membres de la banda havien de confiar en viatges i actuacions en directe per als seus ingressos. Un parell de recorreguts al Regne Unit i una gira pels EUA no van ser suficients per assegurar els salaris habituals per als banda. Un a un els membres de la banda van trobar altres coses més lucratives per ocupar el seu temps".

### Dissolució
A la tardor de 1975, s'havien dividit, deixant un single de comiat, "Rattlesnake Roll", que va fallar en les llistes de vendes i un tercer àlbum, Main Street, que el seu segell discogràfic no va llançar, ja que consideraven que no era comercial. Wizzard havia pensat inicialment que el seu segon àlbum fos un doble, amb un disc un conjunt de "pastiches" -peces imitant un estil o època musical determinada- de rock and roll i l'altre disc de jazz-rock. La discogràfica va escoltar el set de rock and roll i va decidir llançar-lo com un sol àlbum, que va aparèixer el 1974 com Introducing Eddy & The Falcons. Main Street, el set de jazz-rock, va romandre als arxius i va ser presumptament perdut amb el pas del temps, però va ser finalment llançat l'any 2000.
Després de la divisió de la banda en 1975, Wood i Price van formar la banda Wizzo de curta durada, després de la qual Wood va tornar a la carrera en solitari a més de produir registres per a altres músics, notablement una versió de "Duke of Earl " que va aconseguir Top 10 en 1979 per als Darts, "revivalistes" britànics.
El 13 de novembre de 2014, el saxofonista Mike Burney va morir, amb 76 anys, després d'una llarga batalla contra el càncer.

## Membres del grup
- Roy Wood - veus, guitarres, saxofon, percussió (1972-1975)
- Mike Burney - saxofon, clarinet, flauta (1972-1975; mort 2014)
- Charlie Grima - tambors, percussió, veus (1972-1975)
- Bill Hunt - teclats, trompa (1972-1974)
- Hugh McDowell - cel·lo, sintetitzadors (1972-1973)
- Nick Pentelow - saxofon, clarinet, flauta (1972-1975)
- Rick Price - baix (1972-1975)
- Keith Smart - tambors (1972-1975)
- Bob Brady - teclats, veus (1974-1975)